# 13130 Dylanthomas
A 13130 Dylanthomas (ideiglenes jelöléssel (13130) 1994 PW31) a Naprendszer kisbolygóövében található aszteroida. Eric Walter Elst fedezte fel 1994. augusztus 12-én.